# コナミアーケードゲームコレクション
『コナミ アーケード ゲーム コレクション』はコナミより2002年5月2日に発売されたゲームボーイアドバンス用のソフト。コナミの1980年代のアーケードゲーム6本を収録したオムニバスソフト。2005年11月3日に「コナミ ザ・ベスト」として廉価版も発売されている。
北米では『Konami Collector's Series: Arcade Advanced』のタイトルで発売されているが、収録作品は日本版と同一である。
開発は、コナミが北米に置いていた子会社が行ったため、一部の収録タイトルが海外版になっている。

## 収録作品
- フロッガー:1981年
- スクランブル:1981年
- タイムパイロット:1982年
- ジャイラス:1983年
- イー・アル・カンフー:1985年 - 表記はイーアールカンフー、新キャラクターを追加し対戦プレイ可能にアレンジ
- ラッシャンアタック:1985年 - グリーンベレーの海外でのタイトル

## 特徴・隠し要素など
- ソフト1本だけでも通信ケーブルがあれば対戦が出来る。
- どのゲームもコンティニューは無し。
- コナミコマンド（上上下下左右左右BA）を各ゲームのスタート前に入力することで、見た目が大きく変わる（フロッガー・スクランブル）、自動連射機能が使える（タイムパイロット）、特殊ステージが遊べる（ジャイラス）、後半ステージが追加される（イー・アル・カンフー、ラッシャンアタック）などのオマケ要素が楽しめる。